# كريستينا فلوتور
كرستينا فلوتورCristina Flutur ، هي ممثلة سينمائية رومانية من مواليد 1978 بأياسي حائزة على عديد الجوائز أهمها جائزة أحسن دور نسائي بمهرجان كان عام 2012 عن فيلم “وراء التلال”

## حياتها
بدأت الممثلة حياتها المهنية على خشبة المسرح الوطني في سيبيو، وهي فرقة مسرحية رائدة في رومانيا، حيث عملت مع مخرجين مسرحيين مرموقين وقدمت مجموعة كبيرة ومتنوعة من الأدوار في مسرحيات شكسبير وتشيخوف ويونسكو وشتاينبك وغيرهم.

## فيلموغرافيا
شاركت الممثلة في العديد من الأفلام المشتركة هي:
- مقاومة
- حبوب
- ريسا
- شظايا جابى
- هاواى
- بموتى سينتهى العالم
- لا تقتل
- كارتوران
- امرأة من هذا العص
- فيلتا يخدع أوسبيتا

## جوائز
- 2012: جائزةأفضل ممثلة في مهرجان كان
- 2013 :"امرأة العام 2012"، "سفيرة الفن الروماني في الخارج"، مقدمة من مجلة "Avantaje"، بوخارست، رومانيا؛
- 2017: جائزة التكريم الفخرية مهرجان أسوان الدولي لسينما المرأة، مصر؛
- 2018:الترشيح لأفضل ممثلة في دور رئيسي – جوائز جوبو الرومانية، عن دور إيوانا في هاواي، من إخراج جيسوس ديل سيرو؛
- 2018:جائزة الظهور الأول في الدراما الإذاعية عن دور ماشا في الدراما الإذاعية "Three Sisters"، من إخراج جافريل بينتي؛
- 2010 :دبلوم الامتياز الممنوح من وزارة الثقافة عن عملها على مسرح رادو ستانكا الوطني، سيبيو، رومانيا.

## وصلة خارجية
- Cristina Flutur